# 放課後等デイサービス
放課後等デイサービス（ほうかごとうデイサービス）は、児童福祉法を根拠とする、障害のある学齢期児童が学校の授業終了後や学校休業日に通う、療育機能・居場所機能を備えた福祉サービス。略して「放デイ」。
かつては個別の障害福祉法を根拠としていたが、法改正によって障害者総合支援法が根拠となり、未就学児童は児童発達支援事業、学齢期児童は放課後等デイサービスに分かれ、身体・発達・精神などの種類にかかわりなく障害児が利用できるようになった（現在は児童福祉法に移行）。民間事業者の参入も進んでおり、利用者の選択肢が増えている。
これらサービスの利用には、利用者が市町村に対して申し込む必要がある。決定されると障害児通所給付費及び特例障害児通所給付費が支給される（児童福祉法第21条の5の2）。

## 事業の内容
主に6歳から18歳の障害のある児童を対象として、放課後や夏休み等長期休業日に生活能力向上のための訓練および社会との交流促進等を継続的に提供する。1か月の利用日数は施設と保護者が相談した上で自治体が決定する。利用に際して療育手帳や身体障害者手帳は必須ではないため、学習障害等の児童も利用しやすい利点がある。
月額の利用料は原則として1割が自己負担で、残りのうち国が2分の1負担、都道府県と基礎自治体が各4分の1を負担する（所得により上限があり、自治体独自の補助を設けている場合もある）。

## 創設の経緯
かつて障害児施設（通所・入所とも）は障害の種類等によって受けられるサービスが分かれていたが、2012年4月1日に児童福祉法の一部が改正されて一元化された。関連改正部分は主に以下の通り。
- 学齢期における支援の充実のため「放課後等デイサービス」を創設する。特例として20歳に達するまで利用できる。
- 18歳以上の障害児施設入所者については障害者施策（障害者総合支援法）で対応する。
- 保育所等に通う障害児に対して保育所等を訪問し、専門的な支援を行うため「保育所等訪問支援」を創設する。

## 設置基準
詳しくは、放課後等デイサービスガイドライン（厚生労働省）参照。
- 児童指導員又は保育士、児童発達支援管理責任者（児発管）、機能訓練担当職員（機能訓練を行う場合）の配置が必須。
- 重症心身障害児に対しては、指導員又は保育士に替えて、児童指導員又は保育士、さらに嘱託医、看護師、機能訓練担当職員の配置。
- 児童発達支援センターが児童発達支援事業を行う場合子ども一人当たり2.47㎡の床面積なので、参考にすること。
- 1日当たりの定員を定める必要があるが、各事業所の実情に応じて越えて対応することは可能だが、定員の150%以内でなければならない。また、直近3か月当たりの平均利用人数が定員の130%以内に納めないといけない。これらを遵守しない場合は、各事業所の福祉報酬が減額される場合もある。
  - この為、定員の150%を越えることが見込まれる場合は、越える部分の人数分を他の非利用日（その日の利用者が150%未満が明らかで、その分水増ししても150%を越えない場合に限る）に振替て利用したことにするケースも存在する。

## 放課後等デイサービスを扱った作品
- ゆうやけ子どもクラブ！ (2019年公開のドキュメンタリー映画。舞台は東京都小平市のゆうやけ子どもクラブ : 井出洋子監督「ジョージとタカオ」 )

- Dream a Little Dream of Us  (2022年に制作が開始されたドキュメンタリー映画 。舞台は福岡県宗像市のげんきっこくらぶ ほっぷ: Seiya Asano監督 「雀色の永訣」)

- 恐怖の放課後  (2023年公開のホラー短編作品。福岡県宗像市のげんきっこくらぶじゃんぷに通う学生達が撮影・出演に挑戦している。制作協力はSeiya Asano。)

## 児童発達支援
未就学児を対象としたものに児童発達支援がある。

## 不祥事など
一方で、放課後等デイサービスの関係者により、児童・生徒らへの盗撮やわいせつ行為も発生している。以下、報道された事例を挙げる。
- さいたま市内の放課後等デイサービス施設の男性職員が、2023年7月15日に施設の送迎車内で小学校高学年の女児に対し性的暴行をしたとして、埼玉県警察に7月31日に不同意性交容疑で逮捕された[3]。
- 熊本県内の放課後等デイサービスの24歳の男性職員が、施設の10代の女子生徒が18歳未満と知りながら淫らな行為をしたとして、熊本県警察に2023年9月20日に熊本県青少年保護育成条例違反容疑で逮捕された[4]。
- 大阪府内の放課後等デイサービス施設の運営会社の代表の男性が、2023年7月に施設内のシャワールームで男児の下半身を盗撮したとして、大阪府警察がこの男性を性的姿態撮影処罰法違反容疑などで逮捕し、男性は大阪地方検察庁堺支部に起訴された[5]。

## 関連法令
- 児童福祉法
- 障害者総合支援法